# Christopher Sande
Christopher „Chris“ Joseph Sande, auch bekannt als Christian Joseph Sande, (* 10. Februar 1964 in Kenia) ist ein ehemaliger kenianischer Boxer im Mittelgewicht und Bronzemedaillengewinner der Olympischen Spiele 1988.

## Boxkarriere
Der 1,73 m große Rechtsausleger begann 1979 in Kenia mit dem Boxsport. Sein erstes Turnier gewann er 1982 in Kenia, 1985 gewann er den 11. internationalen King's Cup in Thailand.
1988 vertrat er sein Heimatland im Mittelgewicht bei den 24. Olympischen Sommerspielen in Seoul. Nach einem Freilos in der ersten Vorrunde, schlug er anschließend Juan Carlos Montiel aus Uruguay durch K. o. in der dritten Runde und zog ins Achtelfinale ein. Dort besiegte er Paul Kamela aus Kamerun 5:0 nach Punkten und erreichte das Viertelfinale, wo er sich ebenfalls mit 5:0 gegen Franco Wanyama aus Uganda durchsetzte. Im Halbfinale traf er auf den späteren Olympiasieger Henry Maske, dem er 0:5 unterlag.
1989 wurde er in den USA Profiboxer und zog dafür nach Las Vegas. Er bestritt 41 Kämpfe in den USA, Großbritannien, Irland, Burkina Faso, Mexiko und Uruguay, von denen er 19 gewann. Seine bedeutendsten Gegner waren WBA-Weltmeister Alejandro Hernández, IBF-Weltmeister Luis Ramón Campas und IBO-Weltmeister Manny Sobral.
Nach seiner aktiven Karriere, wurde er Boxinstruktor im California Fitness Center in Northridge, Los Angeles County.